# Novaki Bistranski
Novaki Bistranski – wieś w Chorwacji, w żupanii zagrzebskiej, w gminie Bistra. W 2011 roku liczyła 763 mieszkańców.